# Herman Martinus Oldenhof
Herman Martinus Oldenhof (Apeldoorn, 17 september 1899 – Ede, 11 april 1985) was een Nederlands burgemeester. Hij was lid van de Anti-Revolutionaire Partij (ARP).
Oldenhof was van 1929 tot 1936 burgemeester van de gemeenten Lopik, Jaarsveld en Willige Langerak. Vervolgens was hij van 1936 tot 1942 en van 1945 tot 1952 burgemeester van Kampen. Van 1942 tot 1945, tijdens de Tweede Wereldoorlog, zwaaide de NSB'er E.F. Sandberg de scepter. Het bevrijdingsmonument aan de Horstsingel/Fernhoutstraat herinnert nog aan het herstel van Oldenhof in het burgemeestersambt. In 1952 werd Oldenhof opgevolgd door Wiert Berghuis.
Oldenhof vertrok naar de gemeente Ede waar hij tot 1962 burgemeester was. Onder zijn bestuur groeide de gemeente van 47.656 naar 60.162 inwoners en werd er veel geïnvesteerd in nieuw onderwijs en infrastructuur. In 1962 werd hij gedeputeerde van de provincie Gelderland. Hij bleef wel in Ede wonen. Hier overleed hij in 1985 op 85-jarige leeftijd in bejaardenhuis De Klinkenberg.
Oldenhof was de grootvader van Lieke Sievers die van 2016 tot 2025 burgemeester was van de gemeente Edam-Volendam.